# Christian Zulli
Christian Alejandro Zulli (Argentina; 24 de abril de 1987) es un abogado y político argentino del Partido Justicialista. Es Diputado de la Nación Argentina por Corrientes desde 2023.

## Biografía
Antes de ser diputado, era el Gerente de la UDAI Corrientes de Anses desde 2020.
Fue electo Diputado de la Nación Argentina por la Provincia de Corrientes en las Elecciones legislativas de 2023, en el segundo lugar de la lista Unión por la Patria.

## Historial electoral
| Año  | Candidatura                          | Partido/Coalición                         | Elección     | votos   | Porcentaje       | Resultado                |
| ---- | ------------------------------------ | ----------------------------------------- | ------------ | ------- | ---------------- | ------------------------ |
| 2023 | Diputado de la Nación por Corrientes | Partido Justicialista/Unión por la Patria | Legislativas | 253.334 | \| \| 38,72 % \| | Electo (2.º lugar lista) |
|      | 38,72 %                              |                                           |              |         |                  |                          |